# Erycinopsis perspicua
Erycinopsis perspicua là một loài bướm đêm trong họ Geometridae.